# La Cabanasse
La Cabanasse   est une commune française située dans le sud-ouest du département des Pyrénées-Orientales, en région Occitanie. Sur le plan historique et culturel, la commune est dans la Cerdagne, une haute plaine à une altitude moyenne de 1 200 m d'altitude, qui s'étend d'est en ouest sur une quarantaine de kilomètres entre Mont-Louis et Bourg-Madame.
Exposée à un climat de montagne, elle est drainée par la Têt, l'Angust et par deux autres cours d'eau. Incluse dans le parc naturel régional des Pyrénées catalanes, la commune possède un patrimoine naturel remarquable composé de deux zones naturelles d'intérêt écologique, faunistique et floristique.
La Cabanasse est une commune rurale qui compte 700 habitants en 2022, après avoir connu une forte hausse de la population depuis 1962. Ses habitants sont appelés les Cabanassiens ou  Cabanassiennes.

## Géographie

### Localisation
La commune de Cabanasse se trouve dans le département des Pyrénées-Orientales, en région Occitanie.
Elle se situe à 67 km à vol d'oiseau de Perpignan, préfecture du département, et à 28 km de Prades, sous-préfecture.
Les communes les plus proches sont : 
Saint-Pierre-dels-Forcats (0,8 km), Mont-Louis (0,9 km), Planès (2,3 km), La Llagonne (2,8 km), Bolquère (3,1 km), Sauto (3,2 km), Eyne (4,1 km), Fontpédrouse (5,5 km).
Sur le plan historique et culturel, La Cabanasse fait partie de la région de la Cerdagne, une haute plaine à une altitude moyenne de 1 200 m d'altitude, qui s'étend d'est en ouest sur une quarantaine de kilomètres entre Mont-Louis et Bourg-Madame.

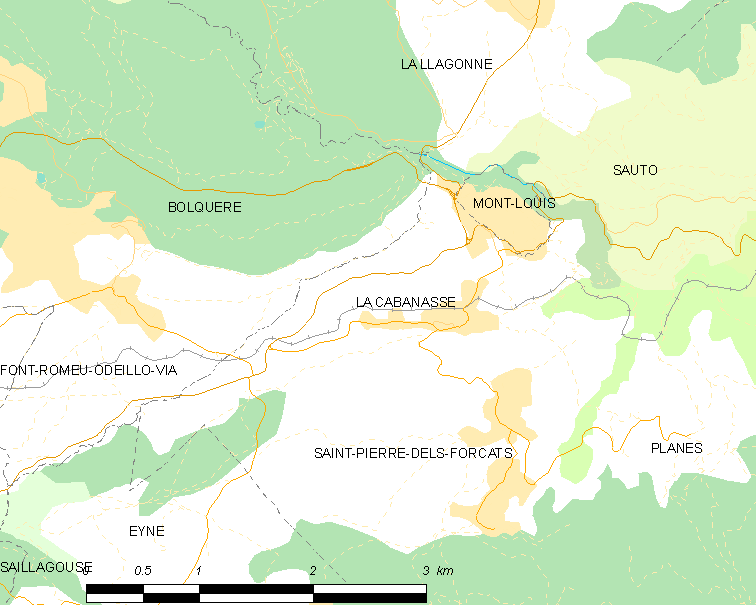
Situation de la commune.

|          | La Llagonne               | Mont-Louis |
| Bolquère | La Cabanasse              | Sauto      |
| Eyne     | Saint-Pierre-dels-Forcats |            |

### Géologie et relief
La superficie de la commune est de 326 hectares. L'altitude varie entre 1 360 et 1 623 mètres.
La commune est classée en zone de sismicité 4, correspondant à une sismicité moyenne.

### Hydrographie
Le col de la Perche est situé dans la commune. Situé à 1 581 mètres d'altitude sur la route nationale 116, il marque la ligne de partage des eaux entre la Têt et l'Èbre, séparant le Conflent à l'est de la Cerdagne à l'ouest.

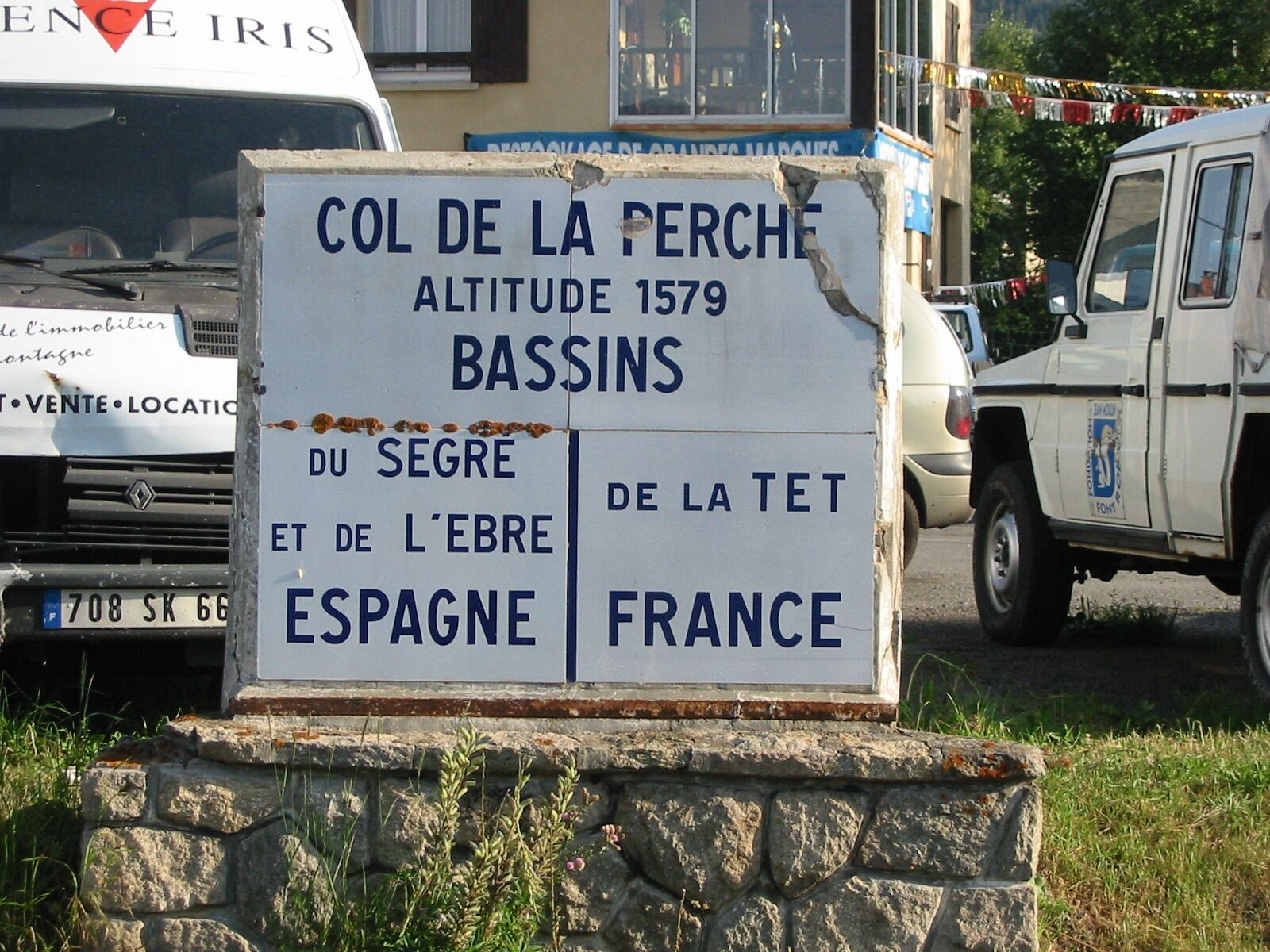
Col de la Perche.

### Climat
Pour des articles plus généraux, voir Climat de l'Occitanie et Climat des Pyrénées-Orientales.
En 2010, le climat de la commune est de type climat des marges montargnardes, selon une étude du CNRS s'appuyant sur une série de données couvrant la période 1971-2000. En 2020, Météo-France publie une typologie des climats de la France métropolitaine dans laquelle la commune est exposée à un climat de montagne ou de marges de montagne et est dans la région climatique Pyrénées orientales, caractérisée par une faible pluviométrie, un très bon ensoleillement (2 600 h/an), un air sec, particulièrement en hiver et peu de brouillards.
Pour la période 1971-2000, la température annuelle moyenne est de 7,5 °C, avec une amplitude thermique annuelle de 15,1 °C. Le cumul annuel moyen de précipitations est de 702 mm, avec 7 jours de précipitations en janvier et 6,5 jours en juillet. Pour la période 1991-2020, la température moyenne annuelle observée sur la station météorologique la plus proche, située sur la commune de Formiguères à 13 km à vol d'oiseau, est de 7,6 °C et le cumul annuel moyen de précipitations est de 737,3 mm,. Pour l'avenir, les paramètres climatiques de la commune estimés pour 2050 selon différents scénarios d’émission de gaz à effet de serre sont consultables sur un site dédié publié par Météo-France en novembre 2022.

### Milieux naturels et biodiversité

#### Espaces protégés
La protection réglementaire est le mode d’intervention le plus fort pour préserver des espaces naturels remarquables et leur biodiversité associée,.
Dans ce cadre, la commune fait partie.
Un  espace protégé est présent sur la commune : 
le parc naturel régional des Pyrénées catalanes, créé en 2004 et d'une superficie de 139 062 ha, qui s'étend sur 66 communes du département. Ce territoire s'étage des fonds maraîchers et fruitiers des vallées de basse altitude aux plus hauts sommets des Pyrénées-Orientales en passant par les grands massifs de garrigue et de forêt méditerranéenne,.

#### Zones naturelles d'intérêt écologique, faunistique et floristique

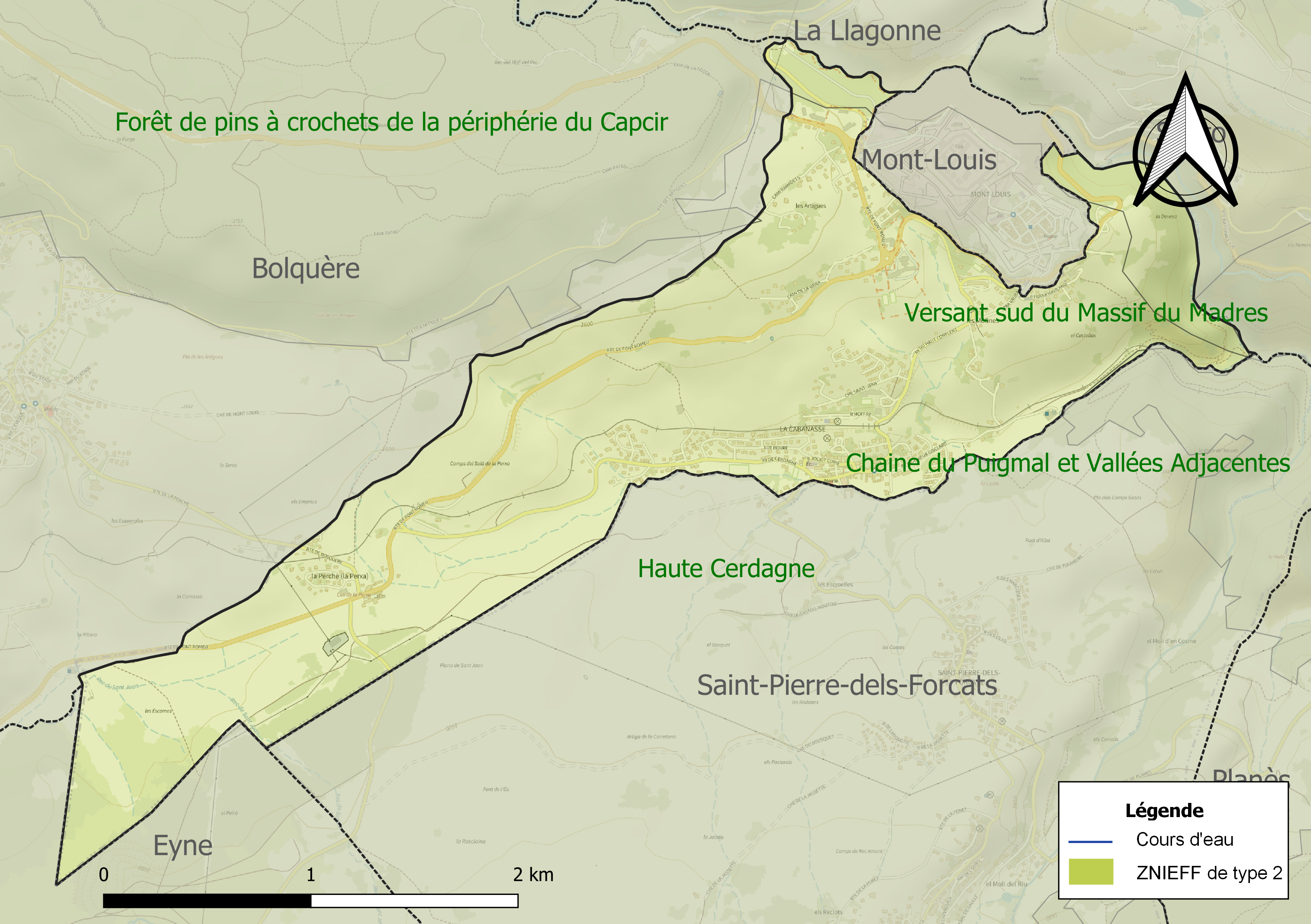
Carte des ZNIEFF de type 2 localisées sur la commune.

L’inventaire des zones naturelles d'intérêt écologique, faunistique et floristique (ZNIEFF) a pour objectif de réaliser une couverture des zones les plus intéressantes sur le plan écologique, essentiellement dans la perspective d’améliorer la connaissance du patrimoine naturel national et de fournir aux différents décideurs un outil d’aide à la prise en compte de l’environnement dans l’aménagement du territoire.
Deux ZNIEFF de type 2 sont recensées sur la commune :
- la « forêt de pins à crochets de la périphérie du Capcir » (13 788 ha), couvrant 12 communes du département[20] ;
- la « Haute Cerdagne » (5 477 ha), couvrant 12 communes du département[21].

## Urbanisme

### Typologie
Au 1er janvier 2024, La Cabanasse est catégorisée commune rurale à habitat dispersé, selon la nouvelle grille communale de densité à sept niveaux définie par l'Insee en 2022.
Elle est située hors unité urbaine et hors attraction des villes,.

### Occupation des sols
L'occupation des sols de la commune, telle qu'elle ressort de la base de données européenne d’occupation biophysique des sols Corine Land Cover (CLC), est marquée par l'importance des territoires agricoles (67,9 % en 2018), en diminution par rapport à 1990 (75,6 %). La répartition détaillée en 2018 est la suivante : 
prairies (67,7 %), zones urbanisées (17,7 %), forêts (14,3 %), zones agricoles hétérogènes (0,3 %). L'évolution de l’occupation des sols de la commune et de ses infrastructures peut être observée sur les différentes représentations cartographiques du territoire : la carte de Cassini (XVIIIe siècle), la carte d'état-major (1820-1866) et les cartes ou photos aériennes de l'IGN pour la période actuelle (1950 à aujourd'hui).

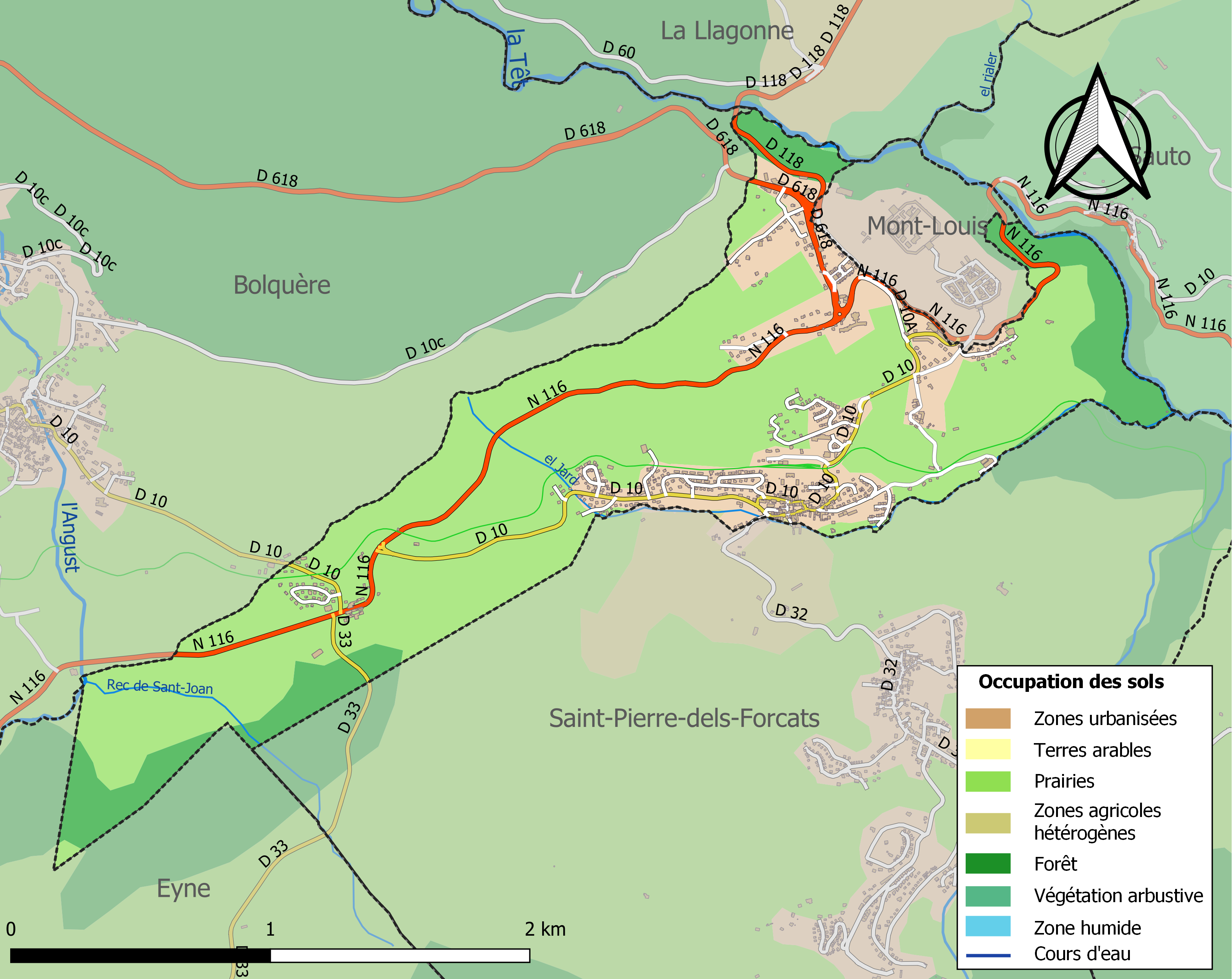
Carte des infrastructures et de l'occupation des sols de la commune en 2018 (CLC).

### Voies de communication et transports

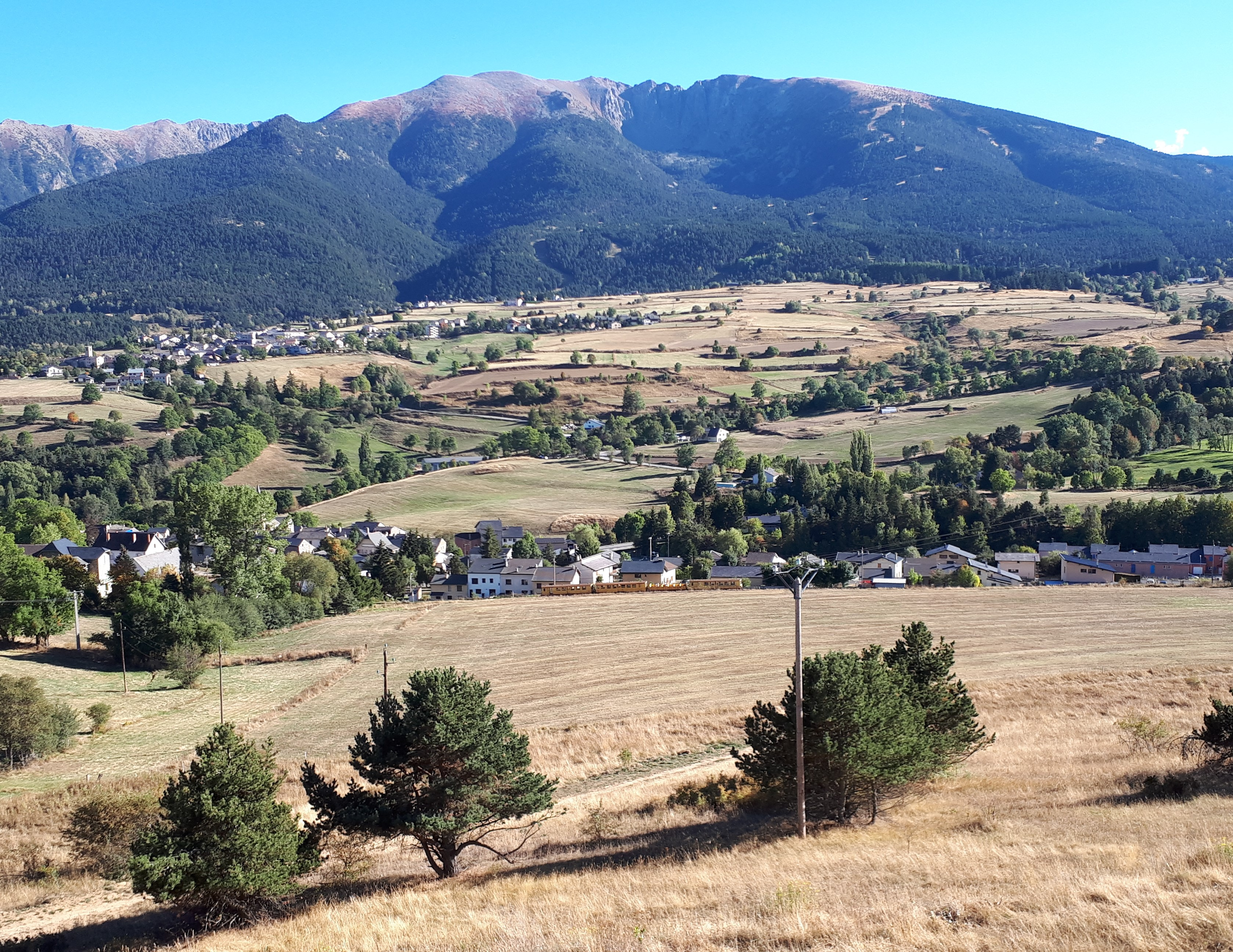
Le train jaune s'approche du village de La Cabanasse

La commune compte une gare sur son territoire, la gare de Mont-Louis - La Cabanasse, desservie quotidiennement par des TER Occitanie de la ligne du train jaune.
La ligne 560 du réseau régional liO relie la commune à la gare de Perpignan depuis Porté-Puymorens, et la ligne 561 relie la commune à Puyvalador.

### Risques majeurs
Le territoire de la commune de Cabanasse est vulnérable à différents aléas naturels : inondations, climatiques (grand froid ou canicule), feux de forêts, mouvements de terrains et séisme (sismicité moyenne). Il est également exposé à un risque technologique, le transport de matières dangereuses, et à un risque particulier, le risque radon,.

#### Risques naturels

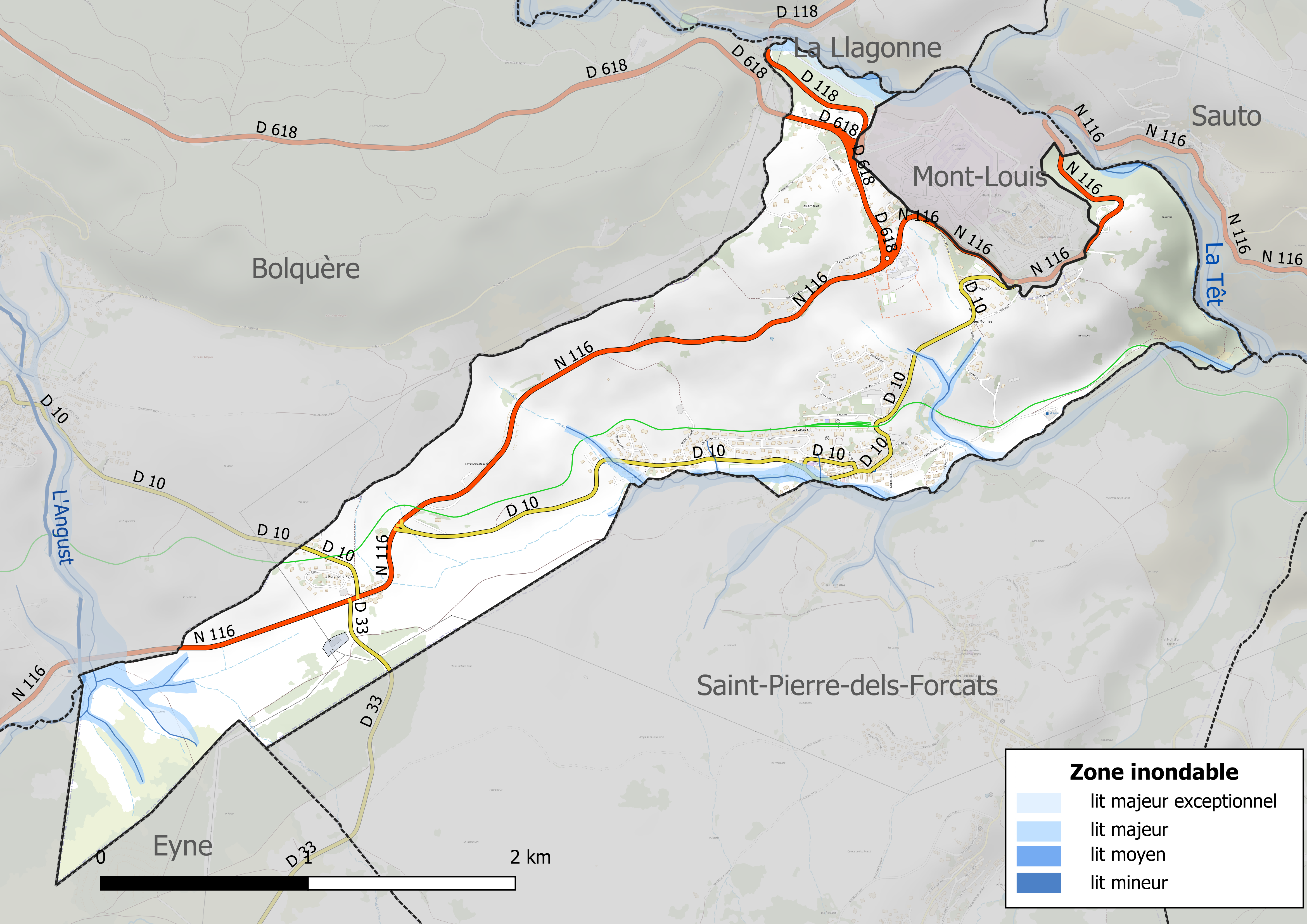
Zones inondables de la commune de Cabanasse.

Certaines parties du territoire communal sont susceptibles d’être affectées par le risque d’inondation par crue torrentielle de cours d'eau des bassins du Sègre et de la Têt.
Les mouvements de terrains susceptibles de se produire sur la commune sont des chutes de blocs.

#### Risques technologiques
Le risque de transport de matières dangereuses sur la commune est lié à sa traversée par une route à fort trafic. Un accident se produisant sur une telle infrastructure est en effet susceptible d’avoir des effets graves au bâti ou aux personnes jusqu’à 350 m, selon la nature du matériau transporté. Des dispositions d’urbanisme peuvent être préconisées en conséquence.

#### Risque particulier
Dans plusieurs parties du territoire national, le radon, accumulé dans certains logements ou autres locaux, peut constituer une source significative d’exposition de la population aux rayonnements ionisants. Toutes les communes du département sont concernées par le risque radon à un niveau plus ou moins élevé. Selon la classification de 2018, la commune de Cabanasse est classée en zone 3, à savoir zone à potentiel radon significatif.

## Toponymie
En catalan, le nom de la commune est La Cabanassa.
Les anciennes mentions du nom citent villare Casales et Casalles en 965, puis Cabana en 1392 et La Cabanassa en 1570.
La Cabanasse se trouve sur la via Confluentana, route d'origine romaine, voire pré-romaine. La Cabana était une auberge située sur cette route au-dessous du col de la Perche, refuge précieux dans un environnement souvent enneigé.

## Histoire
La commune adhère à la Communauté de communes Pyrénées catalanes par arrêté préfectoral du 29 décembre 2000.

## Politique et administration

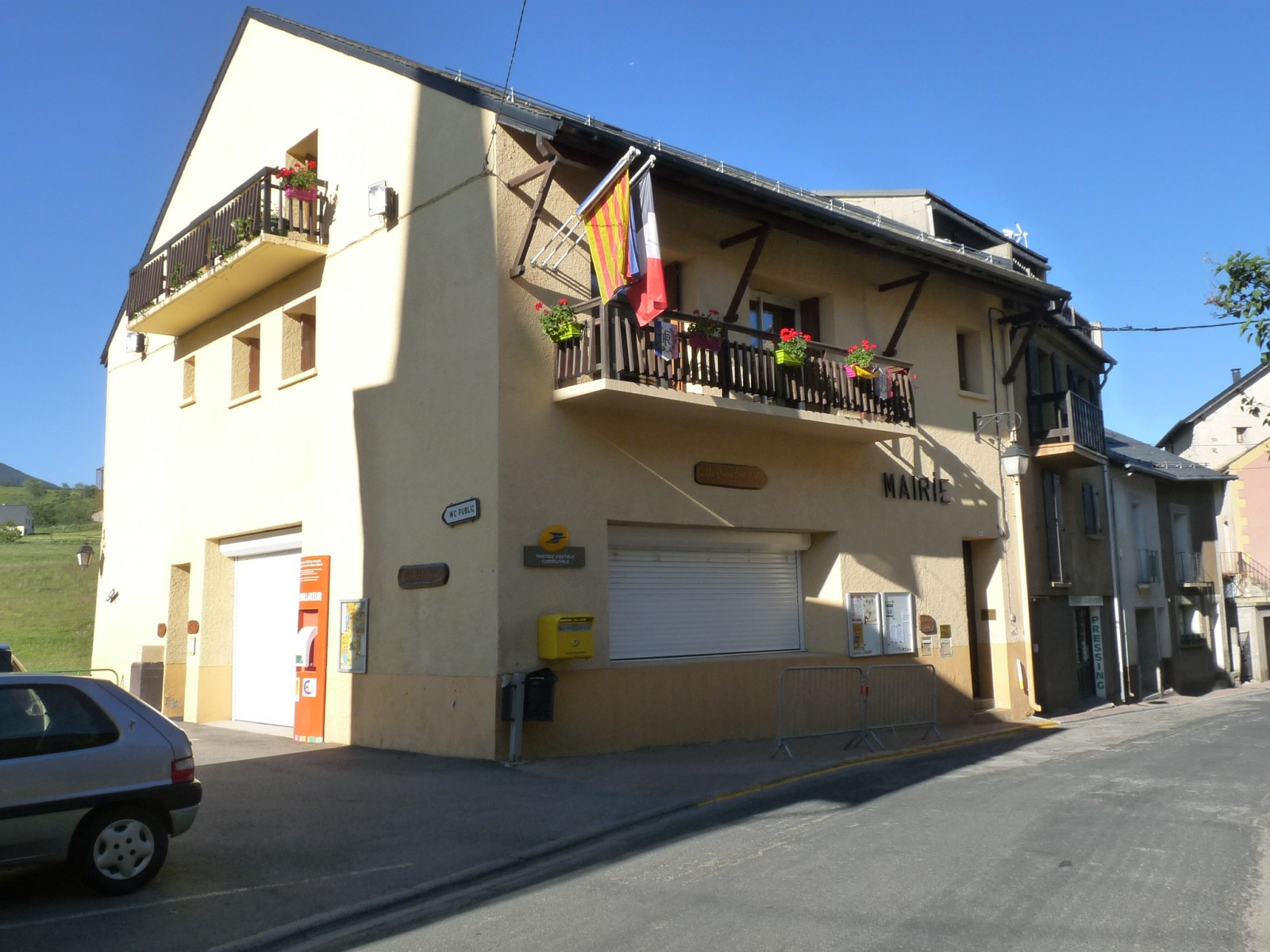
La mairie de La Cabanasse.

### Canton
En 1790, la commune de La Cabanasse est intégrée dans le canton d'Olette. Elle en est rapidement détachée pour rejoindre en 1793 le nouveau canton de Mont-Louis, qu'elle ne quitte plus par la suite,.
À compter des élections départementales de 2015, la commune est incluse dans le nouveau canton des Pyrénées catalanes.

### Liste des maires
| Période   | Période   | Identité            | Étiquette | Qualité        |
| --------- | --------- | ------------------- | --------- | -------------- |
| 2001      | mars 2014 | Jacqueline Armengou | DVG       |                |
| mars 2014 | juin 2020 | François Delcasso   |           |                |
| juin 2020 | 2025      | Christine Colomer   |           |                |
| 2025      | En cours  | Serge Polato        |           | Cadre retraité |

## Population et société

### Démographie ancienne
La population est exprimée en nombre de feux (f) ou d'habitants (H).
| 1720 | 1767  | 1788 | 1789 |
| ---- | ----- | ---- | ---- |
| 12 f | 110 H | 94 H | 21 f |

Notes :
- 1720 : dont 3 f pour La Perche ;
- 1767 : dont 19 H pour La Perche ;
- 1789 : dont 2 f pour La Perche.

### Démographie contemporaine
L'évolution du nombre d'habitants est connue à travers les recensements de la population effectués dans la commune depuis 1793. Pour les communes de moins de 10 000 habitants, une enquête de recensement portant sur toute la population est réalisée tous les cinq ans, les populations de référence des années intermédiaires étant quant à elles estimées par interpolation ou extrapolation. Pour la commune, le premier recensement exhaustif entrant dans le cadre du nouveau dispositif a été réalisé en 2004.

En 2022, la commune comptait 700 habitants, en évolution de +6,54 % par rapport à 2016 (Pyrénées-Orientales : +3,92 %, France hors Mayotte : +2,11 %).
| 1793 | 1800 | 1806 | 1821 | 1831 | 1836 | 1841 | 1846 | 1851 |
| ---- | ---- | ---- | ---- | ---- | ---- | ---- | ---- | ---- |
| 119  | 113  | 117  | 122  | 176  | 215  | 246  | 243  | 234  |

| 1856 | 1861 | 1866 | 1872 | 1876 | 1881 | 1886 | 1891 | 1896 |
| ---- | ---- | ---- | ---- | ---- | ---- | ---- | ---- | ---- |
| 243  | 223  | 245  | 303  | 222  | 255  | 253  | 225  | 261  |

| 1901 | 1906 | 1911 | 1921 | 1926 | 1931 | 1936 | 1946 | 1954 |
| ---- | ---- | ---- | ---- | ---- | ---- | ---- | ---- | ---- |
| 211  | 311  | 253  | 228  | 186  | 187  | 236  | 287  | 230  |

| 1962 | 1968 | 1975 | 1982 | 1990 | 1999 | 2004 | 2006 | 2009 |
| ---- | ---- | ---- | ---- | ---- | ---- | ---- | ---- | ---- |
| 266  | 452  | 589  | 526  | 577  | 622  | 756  | 756  | 708  |

| 2014 | 2019 | 2022 | - | - | - | - | - | - |
| ---- | ---- | ---- | - | - | - | - | - | - |
| 670  | 694  | 700  | - | - | - | - | - | - |

| selon la population municipale des années : | 1968 | 1975 | 1982 | 1990 | 1999 | 2006 | 2009 | 2013 |
| Rang de la commune dans le département      | 98   | 75   | 96   | 93   | 86   | 88   | 95   | 97   |
| Nombre de communes du département           | 232  | 217  | 220  | 225  | 226  | 226  | 226  | 226  |

### Enseignement
L'école est un regroupement pédagogique intercommunal entre La Cabanasse, Saint-Pierre-dels-Forcats, Mont-Louis et La Llagonne. Saint-Pierre, Mont-Louis et La Cabanasse accueillent chacune une section maternelle. L'école élémentaire est partagée entre Saint-Pierre pour le CP, Mont-Louis pour le CE1, La Llagonne pour le CE2, et La Cabanasse pour le CM1 et CM2. L'école est située au bourg, à l'ouest.
Le secteur du collège est Font-Romeu.

### Manifestations culturelles et festivités
- Fête patronale : 29 juin[44] ;
- Fête communale : 15 et 16 août[44].

## Économie

### Revenus
En 2018, la commune compte 287 ménages fiscaux, regroupant 690 personnes. La médiane du revenu disponible par unité de consommation est de 20 260 € (19 350 € dans le département).

### Emploi
|                | 2008   | 2013   | 2018   |
| -------------- | ------ | ------ | ------ |
| Commune        | 7,1 %  | 7,5 %  | 6,7 %  |
| Département    | 10,3 % | 12,9 % | 13,3 % |
| France entière | 8,3 %  | 10 %   | 10 %   |

En 2018, la population âgée de 15 à 64 ans s'élève à 426 personnes, parmi lesquelles on compte 79,3 % d'actifs (72,6 % ayant un emploi et 6,7 % de chômeurs) et 20,7 % d'inactifs,. Depuis 2008, le taux de chômage communal (au sens du recensement) des 15-64 ans est inférieur à celui de la France et du département.
La commune est hors attraction des villes,. Elle compte 129 emplois en 2018, contre 167 en 2013 et 160 en 2008. Le nombre d'actifs ayant un emploi résidant dans la commune est de 314, soit un indicateur de concentration d'emploi de 41 % et un taux d'activité parmi les 15 ans ou plus de 63,7 %.
Sur ces 314 actifs de 15 ans ou plus ayant un emploi, 73 travaillent dans la commune, soit 23 % des habitants. Pour se rendre au travail, 83,4 % des habitants utilisent un véhicule personnel ou de fonction à quatre roues, 1,2 % les transports en commun, 11,5 % s'y rendent en deux-roues, à vélo ou à pied et 3,7 % n'ont pas besoin de transport (travail au domicile).

### Activités hors agriculture

#### Secteurs d'activités
55 établissements sont implantés  à la Cabanasse au 31 décembre 2019. Le tableau ci-dessous en détaille le nombre par secteur d'activité et compare les ratios avec ceux du département,.
| Secteur d'activité                                                                                        | Commune | Commune | Département |
| Secteur d'activité                                                                                        | Nombre  | %       | %           |
| --- | ------- | ------- | ----------- |
| Ensemble                                                                                                  | 55      |         |             |
| Industrie manufacturière, industries extractives et autres                                                | 4       | 7,3 %   | (8,7 %)     |
| Construction                                                                                              | 11      | 20 %    | (14,3 %)    |
| Commerce de gros et de détail, transports, hébergement et restauration                                    | 15      | 27,3 %  | (30,5 %)    |
| Activités immobilières                                                                                    | 2       | 3,6 %   | (6,2 %)     |
| Activités spécialisées, scientifiques et techniques et activités de services administratifs et de soutien | 9       | 16,4 %  | (13 %)      |
| Administration publique, enseignement, santé humaine et action sociale                                    | 5       | 9,1 %   | (13,9 %)    |
| Autres activités de services                                                                              | 9       | 16,4 %  | (8,5 %)     |

Le secteur du commerce de gros et de détail, des transports, de l'hébergement et de la restauration est prépondérant sur la commune puisqu'il représente 27,3 % du nombre total d'établissements de la commune (15 sur les 55 entreprises implantées à La Cabanasse), contre 30,5 % au niveau départemental.

#### Entreprises et commerces
Les trois entreprises ayant leur siège social sur le territoire communal qui génèrent le plus de chiffre d'affaires en 2020 sont : 
- SARL L Edelweiss, restauration traditionnelle (1 013 k€)
- Garage Du Col De La Perche, entretien et réparation de véhicules automobiles légers (628 k€)
- Seb C Bois, travaux de charpente (138 k€)

Au bord de la route nationale et au pied des remparts de Mont-Louis se trouve le centre thermo-balnéaire du Clos Cerdan.

### Agriculture
Le nombre d'exploitations agricoles en activité et ayant leur siège dans la commune est de 1 lors du recensement agricole de 2020 et la surface agricole utilisée de 71 ha,.

## Culture locale et patrimoine

### Monuments et lieux touristiques
- Mémorial à Emmanuel Brousse, ministre et bienfaiteur régional (désenclavement et développement de la Cerdagne, route nationale actuelle, train jaune, lac des Bouillouses, Grand Hôtel de Font-Romeu), au carrefour des routes de Perpignan et Quillan.
- L'église paroissiale Notre-Dame de l'Assomption datant du XIXe siècle, au clocher-porche élancé et de style néo-gothique, est située dans la rue principale. Elle contient des statues des XVe et XVIIIe siècles qui proviennent de l'ancienne chapelle Notre-Dame de l'hôpital de La Perche, aujourd'hui disparu[48].

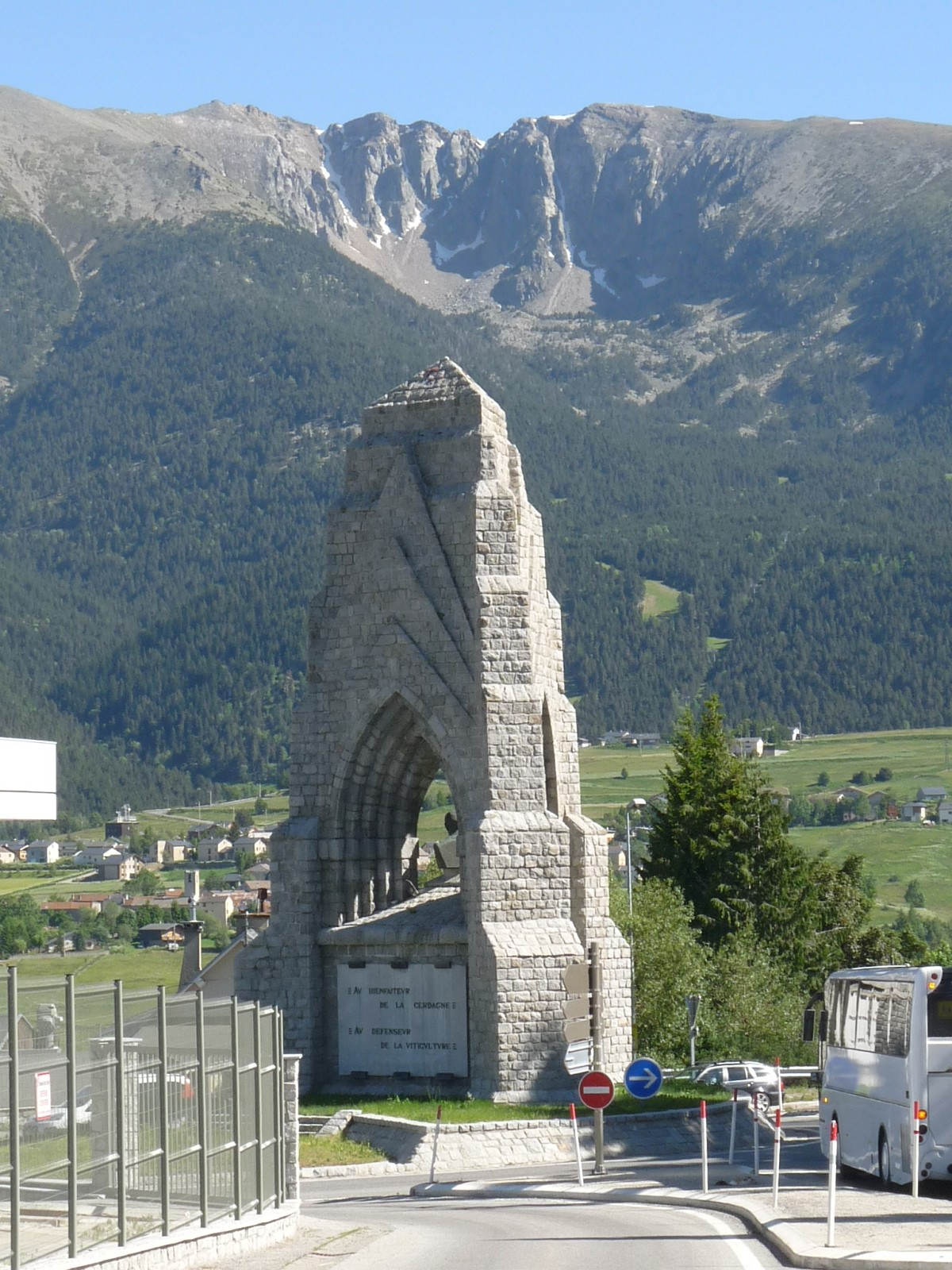
Monument Emmanuel Brousse.
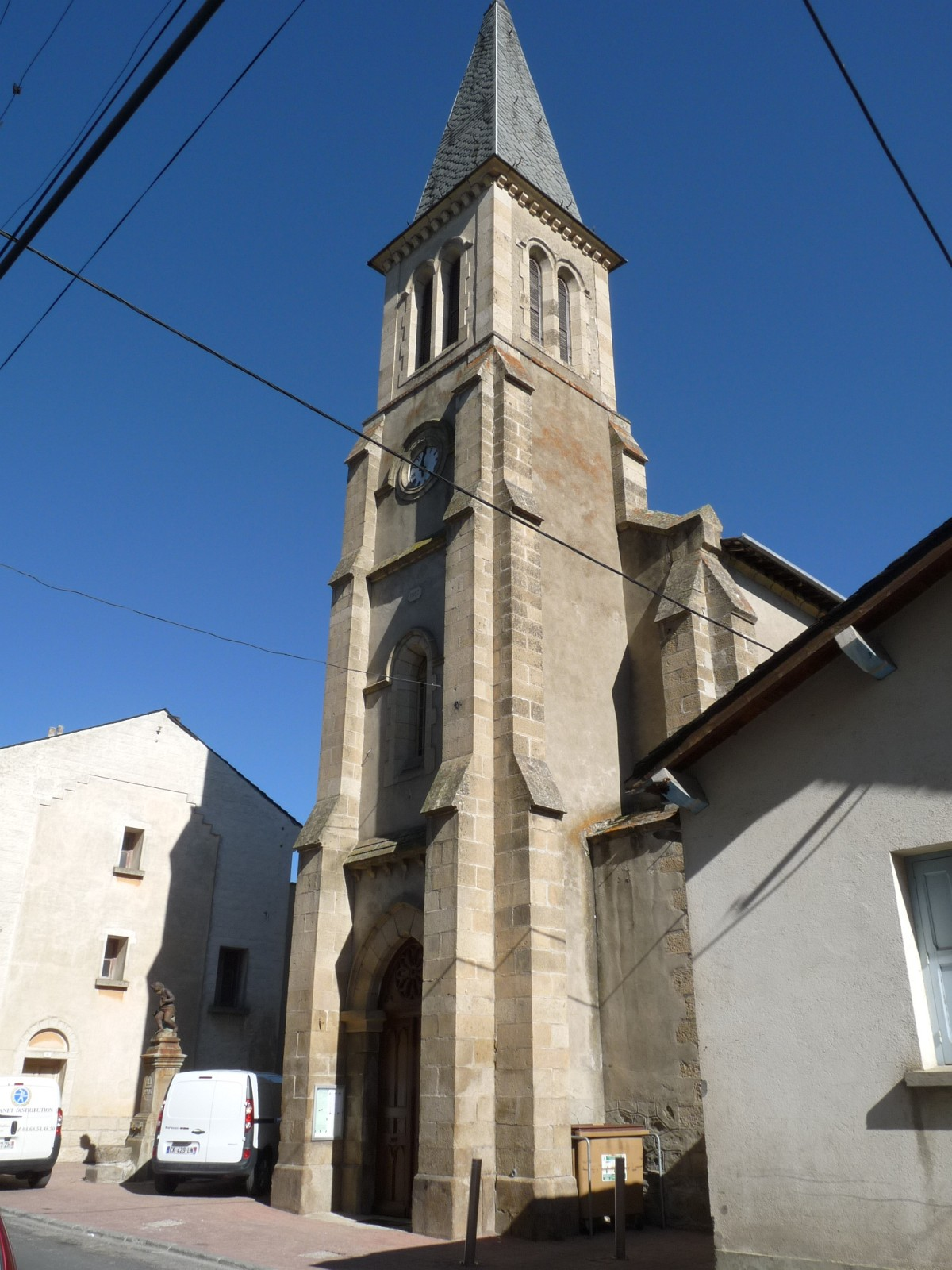
L'église.
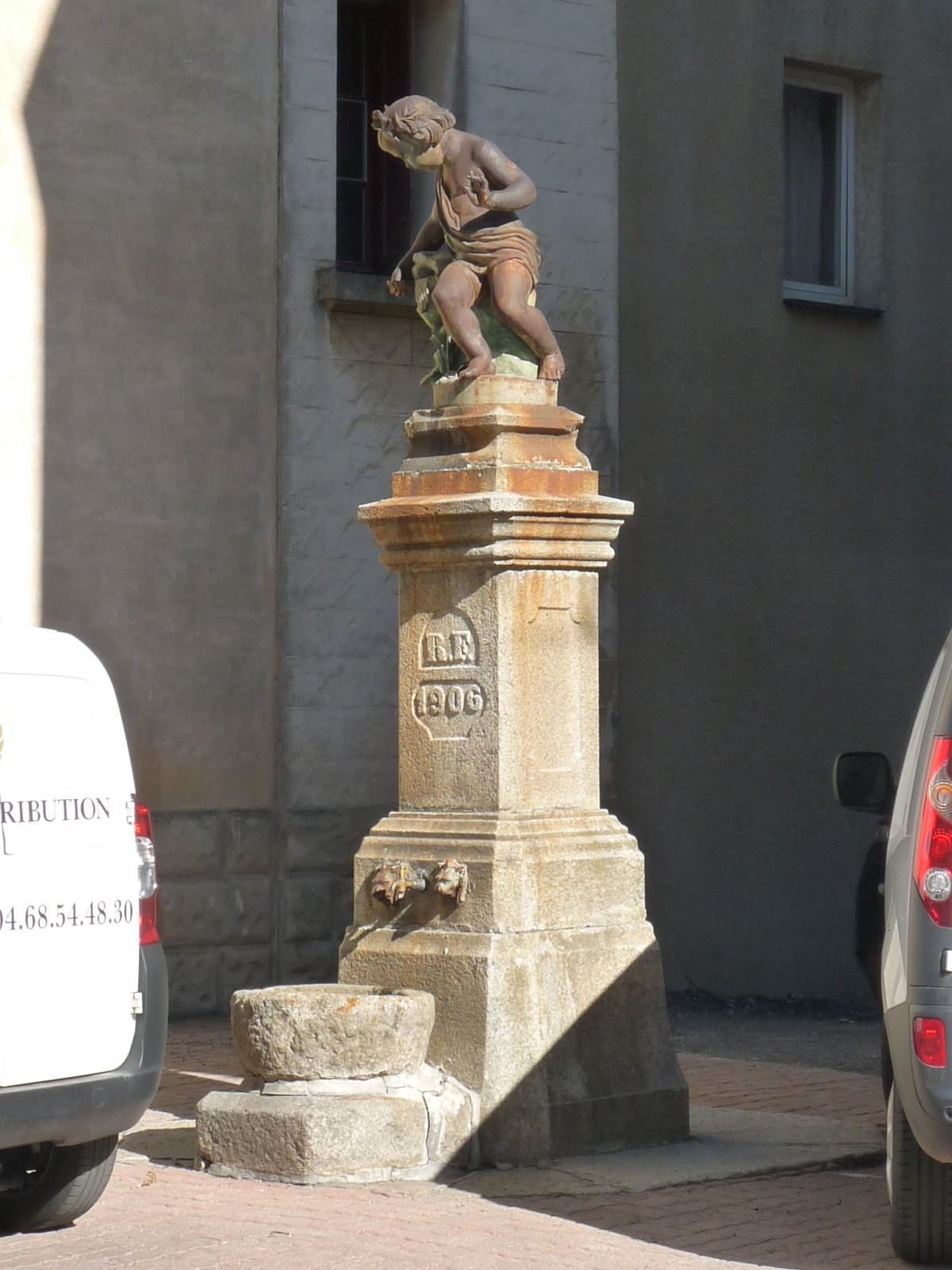
Fontaine au pied de l'église.

### Personnalités liées à la commune
- Emmanuel Brousse (1886-1926), ministre et bienfaiteur de la région, a son monument dans la commune.
- Camille Lacourt (né en 1985), quintuple champion du monde de natation, a débuté dans la commune.

## Héraldique
| Blason | Blasonnement : |